# Trail orienteering

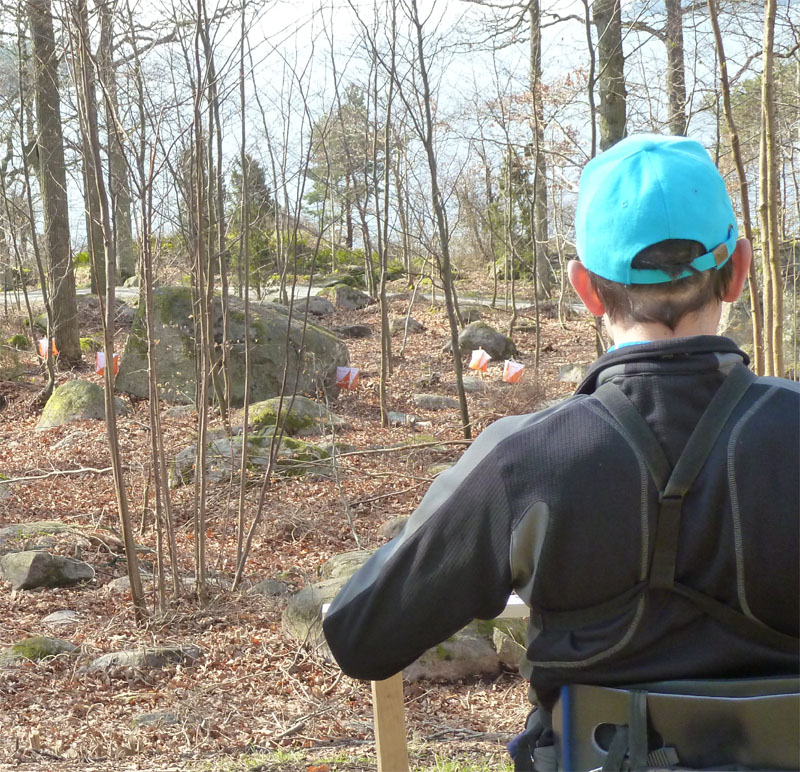
Bohuslav Hůlka řeší časovou kontrolu na závodě v Karlshamnu

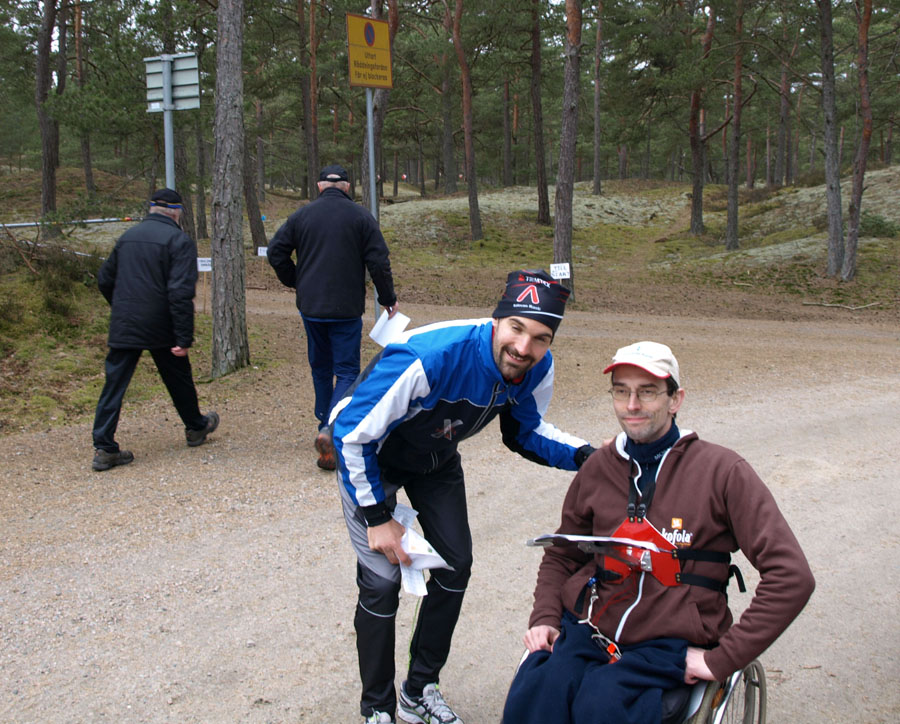
Několikanásobný mistr světa v pěším OB Thierry Gueorgiou s naším Bohuslavem Hůlkou na závodech trail-o v Kristianstadu.

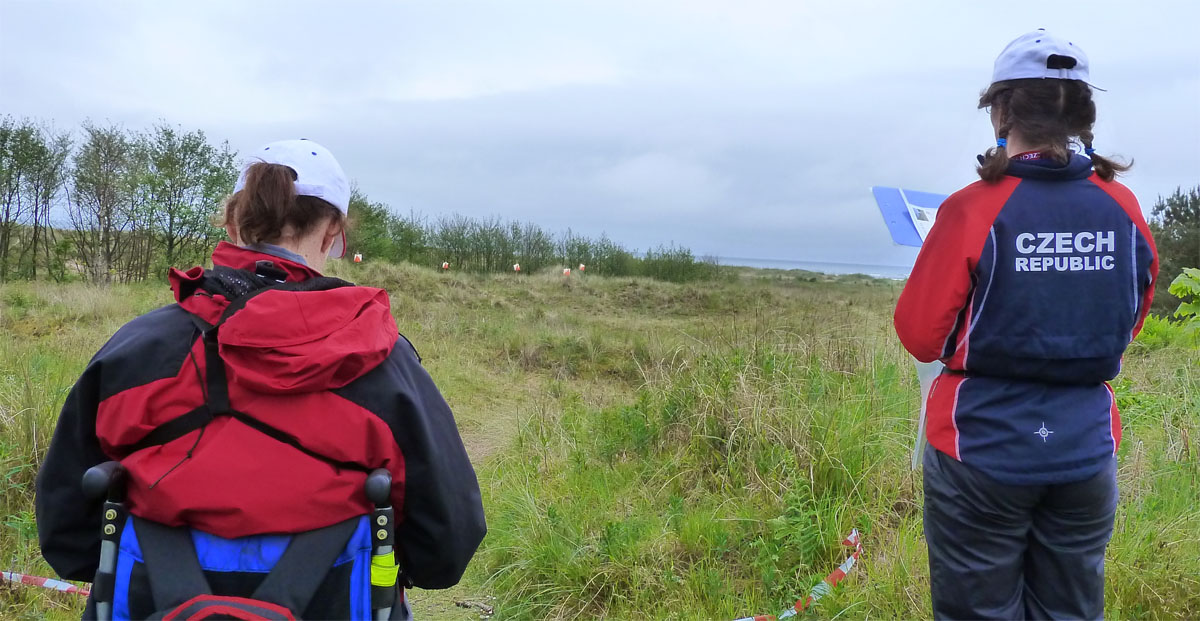
Mistryně světa Jana Kosťová s reprezentační kolegyní Lenkou Forstovou řeší úlohu na Mistrovství světa 2012.

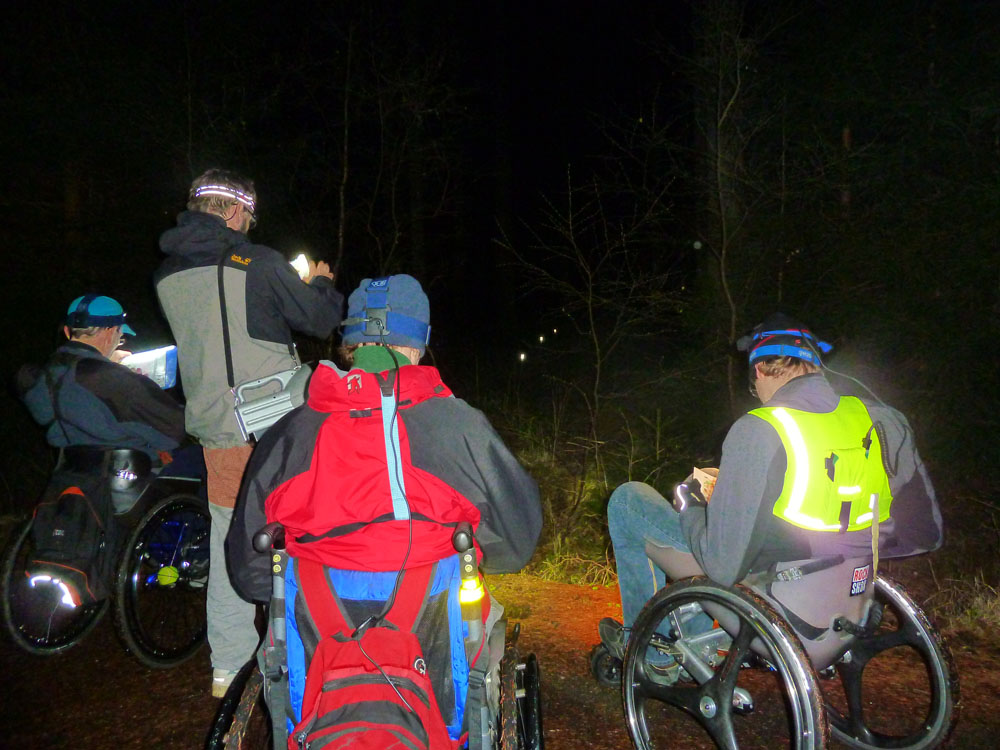
Záběr z nočního závodu v trail-o

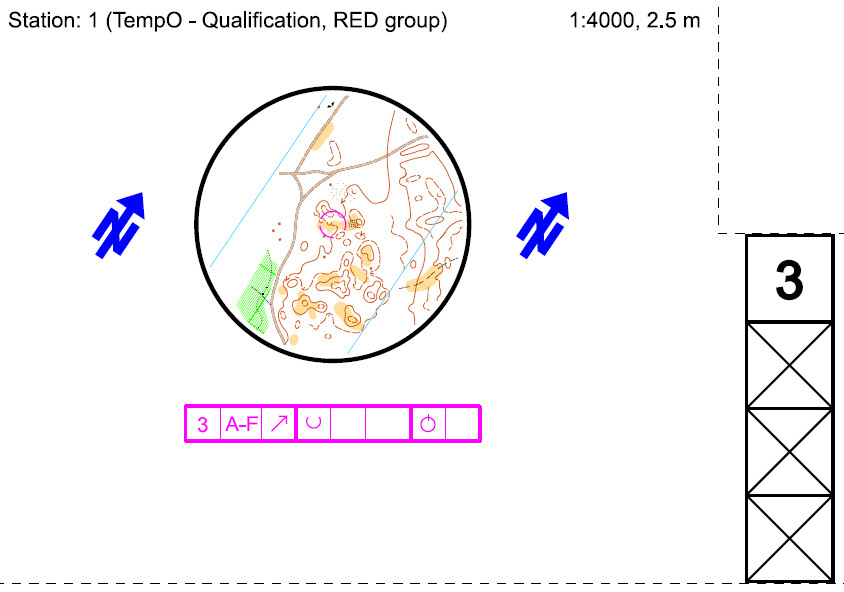
Závodní mapa pro TempO vytvořená českým programem TiM (ME 2018 Bratislava)

Trail orienteering, též Trail-O, je sportovní disciplína zaměřená na orientaci a na správné čtení a interpretaci mapy. V některých zemích se používá termín "precizní" nebo "přesná" orientace. Tento sport byl vyvinut mj. proto, aby orientační sporty (jako např. orientační běh) byly dostupné i lidem s omezenou hybností, protože u Trail-O není rychlost součástí soutěže. Závodník dostává mapu s vyznačenou závodní tratí, každé kontrole zakreslené v mapě kolečkem odpovídá v terénu shluk lampionů a závodník musí rozpoznat, který z lampionů odpovídá popisu kontroly a poloze středu kolečka. Závodníci se mohou pohybovat libovolně po trati, ovšem pouze po cestách, nesmějí vstupovat do terénu. Proto mají zdraví i postižení sportovci prakticky stejnou šanci uspět. Většina soutěží trail-o je otevřena všem, na nejvyšší úrovni se ovšem obvykle vyhlašují handicapovaní zvlášť v tzv. kategorii "Physically challenged" (na rozdíl od kategorie bez omezení, která se nazývá "Open").

## Podstata Trail-O
Na každém kontrolním stanovišti závodník v terénu vidí jeden az šest lampionů. Při pohledu z tzv. rozhodovacího stanoviště jim odpovídají postupně zleva doprava písmena A až F. Závodník musí pomocí mapy a buzoly poznat, který z nich přesně odpovídá kontrole zakreslené v mapě a popsané popisem kontroly. Pro řešení přitom používá stejné orientační metody jako pěší závodník – identifikaci objektů, odhad vzdálenosti, sledování vrstevnic, záměrných linií atd. V elitních kategoriích je přípustná i možnost, že nemusí být správně žádný lampion (odpověď Z, "zero").

## Disciplíny Trail-O
V současné době se pořádají závody ve třech disciplínách Trail-O.
- Klasická trať

Závodník absolvuje trať od startu do cíle v daném časovém limitu, postupně navštíví všechna kontrolní stanoviště a vyznačí svoje odpovědi. Primárním kritériem pro stanovení výsledku závodníka je počet správných odpovědí (bodů). Aby bylo možné rozlišit pořadí závodníků se stejným počtem bodů, jsou součástí závodu ještě tzv. časovky. Zatímco během absolvování závodní trati se závodník při určování odpovědi smí libovolně pohybovat po cestách, na časovce sedí na jednom místě, dostává pouze potřebný výřez mapy a rozhodčí mu měří čas rozhodování. Tento čas (včetně případných penalizací 60 sec. za špatné odpovědi) je pak druhým kritériem pro určení pořadí.
- TempO

Rychlejší varianta závodu složená pouze z časovek. Závodník absolvuje několik stanovišť, na každém z nich vždy řeší několik úloh. V této disciplíně se nepočítají body, ale pouze čas, včetně penalizací 30 sec. za špatné odpovědi.
- Štafety

Týmová soutěž složená z klasické a TempO části. Každý člen štafety absolvuje nejprve klasickou část a poté jedno nebo více TempO stanovišť. I zde se nepočítají body, ale pouze penalizace 60 sec. za každou chybu na klasické části a naměřený čas plus penalizace 30 sec. za chyby v TempO části.

## Výbava závodníka trailu
Při závodu je povolen mechanický či elektrický vozík (přesněji: jsou povolena jakákoliv vozítka, kromě vozidel na spalovací motor), berle nebo asistent pohybu. Jako navigační pomůcky je možné použít pouze klasickou buzolu a lupu. Na startu závodník dostává mapu s vyznačenou tratí a popisy kontrol (jsou prakticky stejné jako popisy v pěším OB, jen maličko detailnější) a průkazku, kam pomocí kleští pro OB vyznačuje správné odpovědi.
V posledních letech se začínají prosazovat moderní způsoby záznamu odpovědí resp. měření času. Na klasické trati se používá buďto systém SportIdent, anebo nově vyvinutý česko-slovenský systém ToePunch. Závodník má u sebe jeden nebo více čipů a označuje ("razí") odpověď přiložením čipu ke speciální krabičce. Na časovkách rozhodčí na většině velkých závodů od roku 2016 používají českou mobilní aplikaci ANT, kde snadno zaznamenávají odpovědi i čas závodníka a zároveň se tyto údaje mohou rovnou odesílat na web, čímž se výrazně zvýšila divácká atraktivita disciplíny. Systém ANT se rovněž dá použít pro ražení na klasické trati - závodník označuje odpovědi na mobilu, který si nese.

## Mezinárodní závody
Mistrovství Evropy se organizuje každý sudý rok od roku 1994. První Mistrovství světa v Trail-O se konalo v roce 2004, od roku 2023 i MS přechází na dvouletý cyklus. V současné době existují i dlouhodobé mezinárodní soutěže - Evropský pohár a World Ranking.
Jednoznačně největším českým úspěchem skončilo Mistrovství světa v Polsku 2022, kde získaly obě české štafety zlaté medaile — v kategorii Open trojice mladíků Pavel Ptáček, Dan Locker a Ondřej Macek a v kategorii Physically challenged Hana Doležalová, Pavel Dudík a Jan Kosťová. Stříbro a bronz ještě přidali v disciplíně Tempo Ondra M. a Pavel P. a Jana K. na klasické trati. Na MS pořádaném v Česku v roce 2023 se naši také neztratili: obě štafety získaly bronz a Češi ovládli disciplínu TempO (1. Ondra Macek, 3. Dan Locker, 4. Šimon Mareček). V předešlých letech vynikají tituly Mistra světa v kategorii Paralympic (2013: Jana Kosťová, 2017: štafeta Špidlen, Dudík, Kosťová), Mistra Evropy v TempO (2016: Pavel Kurfürst) a v Paralympic štafetách (2018: Doležalová, Dudík, Kosťová a 2024: Hůlka, Dudík, Kosťová) a bronzová medaile týmu z MS 2009 a štafety z MS 2017 (Slovák, Forst, Kurfürst). Více viz Mistrovství světa v Trail - O.

## Závody v Česku
V Česku se první pokusy o Trail-O konaly v září 2005 v Praze a ve Vrchlabí. Regulérní závody se začaly konat v roce 2006, od roku 2009 se konají pravidelné dlouhodobé soutěže Pohár a Ranking. Kalendář závodů lze nalézt v informačním systému Českého svazu orientačních sportů ORIS a výsledky na serveru top.yq.cz. Zatím největší akcí na našem území bylo MS 2023.

## Online závody
Během covidových omezení se na popud finských kolegů Petteriho Hakaly a Juhy Hiirsalmi upravil český webový simulátor disciplíny TempO existující od roku 2011, takže na něm bylo možné pořádat závody. Vznikla série závodů nazvaná TORUS, které se v covidovém období účastnily až dva tisíce lidí z celého světa. Série nadále pokračuje v menší intenzitě, nicméně server nabízí začátečníkům i zkušeným závodníkům více než tisíc TempO stanovišť pro trénink.